# Tubosaeta
Tubosaeta es un género de hongos en la familia Boletaceae. El género fue circunscripto por el micólogo Egon Horak en 1967.